# Historia del Estado de Palestina
La historia del Estado de Palestina describe la creación y evolución del Estado de Palestina en Cisjordania y la Franja de Gaza.
Durante el período del Mandato británico, se propusieron numerosos planes de partición de Palestina, pero sin el acuerdo de todas las partes. En 1947, se votó el Plan de Partición de Palestina de las Naciones Unidas. Los dirigentes de la Agencia Judía para Palestina aceptaron partes del plan, mientras que los dirigentes árabes lo rechazaron. Esto desencadenó la guerra de Palestina de 1947-1949 y condujo, en 1948, a la creación del Estado de Israel en una parte de la Palestina del Mandato cuando éste llegó a su fin. La Franja de Gaza quedó bajo ocupación egipcia y Cisjordania fue gobernada por Jordania, antes de que ambos territorios fueran ocupados por Israel en la guerra de los Seis Días de 1967. Desde entonces ha habido propuestas para establecer un Estado palestino. En 1969, por ejemplo, la Organización para la Liberación de Palestina (OLP) propuso la creación de un Estado binacional en todo el territorio del antiguo Mandato británico. Esta propuesta fue rechazada por Israel, ya que habría supuesto la disolución del Estado de Israel. La base de las propuestas actuales es una solución de dos Estados en una parte o en la totalidad de los territorios palestinos: la Franja de Gaza y Cisjordania, incluido Jerusalén Este, ocupados por Israel desde 1967.

## Antecedentes

### Época otomana
Al disolverse el Imperio Otomano tras la Primera Guerra Mundial, los Estados europeos vencedores dividieron muchas de las regiones que lo componían en Estados de nueva creación bajo mandatos de la Sociedad de Naciones, según los acuerdos alcanzados con otras partes interesadas. En Oriente Próximo, Siria (incluido el Líbano cristiano autónomo otomano y las zonas circundantes que se convirtieron en la República Libanesa) quedó bajo control francés, mientras que Mesopotamia y Palestina fueron asignadas a los británicos.
La mayoría de estos Estados lograron la independencia durante las tres décadas siguientes sin grandes dificultades, aunque en algunos regímenes continuó el legado colonial mediante la concesión de derechos exclusivos para comercializar/refinar petróleo y mantener tropas para defenderlo. Sin embargo, el caso de Palestina siguió siendo problemático.
El nacionalismo árabe estaba en auge tras la Segunda Guerra Mundial, posiblemente siguiendo el ejemplo del nacionalismo europeo. Las creencias panarabistas abogaban por la creación de un Estado único y laico para todos los árabes.

### Periodo del mandato

Tres propuestas para la administración de Palestina tras la Primera Guerra Mundial:
Línea roja: «Administración Internacional» propuesta en el Acuerdo Sykes-Picot de 1916
Línea azul discontinua: Propuesta de la Organización Sionista en la Conferencia de Paz de París de 1919
Línea azul continua: Fronteras definitivas de la Palestina del Mandato de 1923-1948

En 1917, el Gobierno británico emitió la Declaración Balfour, que declaraba el apoyo británico a la creación en Palestina de una «patria para el pueblo judío». La declaración fue recibida con entusiasmo por muchos judíos de todo el mundo, pero contó con la oposición de los líderes palestinos y árabes, que más tarde afirmaron que el objetivo era un incumplimiento de las promesas hechas al jerife de La Meca en 1915, a cambio de la ayuda árabe en la lucha contra el Imperio Otomano durante la Primera Guerra Mundial.
Se han hecho y se siguen haciendo muchas propuestas diferentes para resolver el dilema de los objetivos contrapuestos, entre ellas un Estado árabe, con o sin una población judía significativa, un Estado judío, con o sin una población árabe significativa, un único Estado binacional, con o sin cierto grado de cantonización, dos Estados, uno binacional y otro árabe, con o sin alguna forma de federación, y dos Estados, uno judío y otro árabe, con o sin alguna forma de federación.
Al mismo tiempo, muchos dirigentes árabes sostenían que Palestina debía unirse a un Estado árabe más amplio que abarcara la imprecisa región de Levante. Estas esperanzas se expresaron en el Acuerdo Fáysal-Weizmann, firmado por el que pronto sería gobernante iraquí, Fáysal I, y el líder sionista Chaim Weizmann. A pesar de ello, la promesa de un Estado panárabe que incluyera a Palestina se vio frustrada cuando Siria, Líbano y Jordania declararon su independencia de sus gobernantes europeos, mientras que Palestina occidental se enconaba en el conflicto árabe-judío en desarrollo.
A la luz de estos acontecimientos, los árabes comenzaron a reclamar tanto su propio Estado en el Mandato británico de Palestina como el fin del apoyo británico a la creación de la patria judía y a la inmigración judía. El movimiento cobró fuerza en las décadas de 1920 y 1930 con el aumento de la inmigración judía. Bajo la presión del movimiento nacionalista surgido, los británicos impusieron los Libros Blancos, una serie de leyes que restringían en gran medida la inmigración judía y la venta de tierras a judíos. Las leyes, aprobadas en 1922 (Libro Blanco de Churchill), 1930 y 1939 (Libro Blanco de 1939), variaban en severidad, pero todas intentaban encontrar un equilibrio entre las simpatías británicas por los judíos y los árabes.

#### Correspondencia McMahon-Husayn (1915-16)

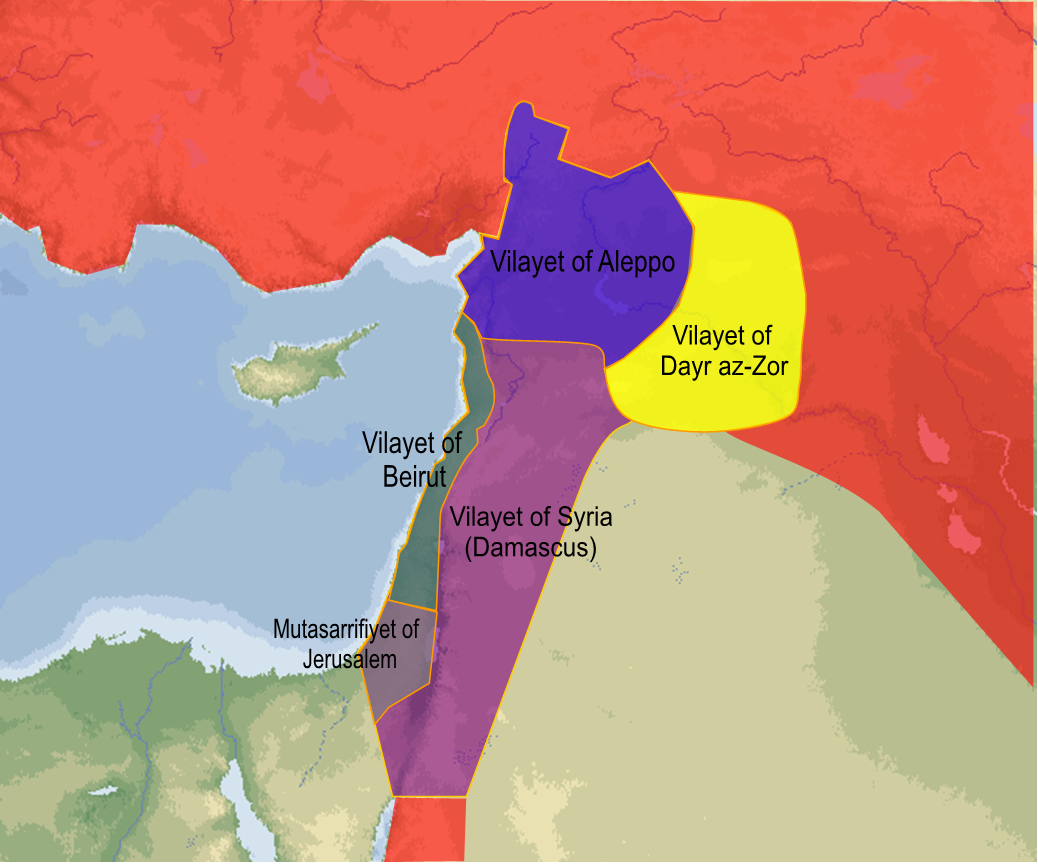
Unidades administrativas del Levante bajo el Imperio Otomano, hasta c. 1918

En los primeros años de la Primera Guerra Mundial, el alto comisionado británico en Egipto, Henry Mcmahon, y el jerife de La Meca, Husayn ibn Ali, negociaron una especie de alianza entre los Aliados y los árabes de Oriente Próximo contra los otomanos. El 24 de octubre de 1915, McMahon envió a Husayn una nota que los árabes llegaron a considerar su declaración de independencia. En la carta de McMahon, que forma parte de la Correspondencia Husayn-McMahon, McMahon declaraba la voluntad de Gran Bretaña de reconocer la independencia de los árabes, tanto en el Levante como en el Hiyaz, sujeta a ciertas excepciones. Declaraba en nombre del Gobierno de Gran Bretaña que:
Los dos distritos de Mersina y Alejandreta y las partes de Siria situadas al oeste de los distritos de Damasco, Homs, Hama y Alepo no pueden considerarse puramente árabes y deben excluirse de los límites exigidos.
Con la modificación anterior, y sin perjuicio de nuestros tratados existentes con los jefes árabes, aceptamos esos límites.
En cuanto a las regiones situadas dentro de esas fronteras en las que Gran Bretaña es libre de actuar sin perjuicio de los intereses de su aliado, Francia, estoy facultado en nombre del Gobierno de Gran Bretaña para dar las siguientes garantías y responder a su carta de la siguiente manera:
1. Sujeto a las modificaciones anteriores, Gran Bretaña está dispuesta a reconocer y apoyar la independencia de los árabes en todas las regiones dentro de los límites exigidos por el jerife de La Meca.

Las exenciones del control árabe de ciertas zonas establecidas en la nota McMahon iban a complicar seriamente los problemas de la paz en Oriente Próximo. En aquella época, las partes árabes del Imperio Otomano estaban divididas en unidades administrativas denominadas viliatos y sanjacados. Palestina estaba dividida en los sanjacados de Acre y Nablus, ambos parte del valiato de Beirut, y un sanjacado independiente de Jerusalén. Las zonas exentas del control árabe por la nota McMahon incluían «Siria situada al oeste de los distritos de Damasco, Homs, Hama y Alepo». Entre 1916 y 1920, el gobierno británico interpretó que estos compromisos incluían a Palestina en la zona árabe. Sin embargo, en el Libro Blanco de Churchill argumentaron en cambio que Damasco significaba el viliato y no la ciudad de Damasco, y en consecuencia prácticamente toda Palestina quedó excluida del control árabe. Los británicos firmaron el Acuerdo secreto Sykes-Picot el 16 de mayo de 1916 y el compromiso de la Declaración Balfour, por ejemplo, sobre ese entendimiento.
Los árabes, sin embargo, insistieron en la Conferencia de Paz de París de 1919, al final de la guerra, en que Damasco significaba la ciudad de Damasco, lo que dejaba Palestina en sus manos. Sin embargo, en 1915, estos problemas de interpretación no se le ocurrieron a Husayn, que aceptó la redacción británica.
A pesar de las objeciones árabes basadas en parte en la interpretación árabe de la correspondencia McMahon mencionada anteriormente, Gran Bretaña recibió de la Sociedad de Naciones el Mandato de Palestina. El Mandato fue administrado como dos territorios: Palestina y Transjordania, siendo el río Jordán la frontera entre ambos. Las fronteras bajo el Mandato tampoco seguían las solicitadas por la comunidad judía, que pretendía la inclusión de la orilla oriental del Jordán en el territorio palestino, al que se aplicaría el objetivo del Mandato de una patria para el pueblo judío. Desde antes del inicio del Mandato quedó claro, y se incluyó una cláusula a tal efecto, que el objetivo establecido en el Mandato no se aplicaría a Transjordania tras la aprobación del memorando de Transjordania. Transjordania estaba destinada a una pronta independencia. El objetivo del Mandato se aplicaba únicamente al territorio al oeste del Jordán, al que la administración británica se refería comúnmente como Palestina, y la población judía de habla hebrea como Tierra de Israel.

#### Comisión Peel (1936-37)
Durante la revuelta árabe de 1936-1939 en Palestina, el gobierno británico formó la Comisión Peel, que recomendó la formación de un Estado judío y otro árabe. En ella se pedía un pequeño Estado judío en Galilea y la franja marítima, un enclave británico que se extendiera de Jerusalén a Jaffa, y un Estado árabe que cubriera el resto. La Comisión recomendó la creación de un pequeño Estado judío en una región inferior a 1/5 de la superficie total de Palestina. La zona árabe debía unirse a Transjordania. La población árabe de las zonas judías debía ser expulsada, por la fuerza si era necesario, y viceversa, aunque esto significaría el desplazamiento de muchos más árabes que judíos. El Congreso Sionista rechazó la propuesta, pero permitió que los dirigentes siguieran negociando con los británicos. Los dirigentes árabes rechazaron la propuesta de plano. Todo quedó en nada, ya que el gobierno británico archivó la propuesta a mediados de 1938.
En febrero de 1939 se celebró en Londres la Conferencia de St. James, pero la delegación árabe se negó a reunirse formalmente con su homóloga judía o a reconocerla. La conferencia finalizó el 17 de marzo de 1939 sin lograr ningún avance. El 17 de mayo del mismo año, el gobierno británico publicó el Libro Blanco de 1939, en el que se abandonaba la idea de dividir el Mandato en favor de que judíos y árabes compartieran un gobierno y se establecían cuotas estrictas para la inmigración judía. Debido a la inminente Segunda Guerra Mundial y a la oposición de todas las partes, el plan fue abandonado.
La Segunda Guerra Mundial (1939-1945) dio un impulso al nacionalismo judío, ya que el Holocausto reafirmó su reivindicación de una patria judía. Al mismo tiempo, muchos dirigentes árabes habían llegado a apoyar a la Alemania nazi, hecho que no sentó nada bien a los británicos. Como resultado, Gran Bretaña aunó sus energías para ganarse la opinión de los árabes abandonando la Declaración Balfour y los términos del mandato de la Sociedad de Naciones que se le había encomendado para crear una patria judía. Gran Bretaña lo hizo publicando el Libro Blanco de 1939, que permitía oficialmente el traslado de otros 75 000 judíos en cinco años (10 000 al año más otros 25 000), a lo que seguiría la independencia de la mayoría árabe. Los británicos alegarían más tarde que esa cuota ya había sido cumplida por los que habían entrado sin su aprobación.

#### La Liga Árabe y el Comité Superior Árabe (1945)
Los artífices de la Liga Árabe intentaron incluir a los árabes palestinos en su marco desde su creación. Un anexo del Pacto de la Liga declaraba:
Aunque Palestina no podía controlar su propio destino, fue sobre la base del reconocimiento de su independencia que el Pacto de la Sociedad de Naciones determinó un sistema de gobierno para ella. Su existencia y su independencia entre las naciones no pueden, por lo tanto, cuestionarse de iure más que la independencia de cualquiera de los otros Estados árabes… Por lo tanto, los Estados signatarios del Pacto de la Liga Árabe consideran que, en vista de las circunstancias especiales de Palestina, el Consejo de la Liga debe designar a un delegado árabe de Palestina para que participe en sus trabajos hasta que este país disfrute de independencia real.
En noviembre de 1945, la Liga Árabe reconstituyó el Comité Superior Árabe, compuesto por doce miembros, como órgano ejecutivo supremo de los árabes palestinos en el territorio del Mandato británico de Palestina. El Comité estaba dominado por el Partido Árabe Palestino y fue reconocido inmediatamente por los países de la Liga Árabe. El gobierno del Mandato reconoció al nuevo comité dos meses después. La Constitución de la Liga de Estados Árabes dice que la existencia y la independencia de Palestina no pueden cuestionarse de iure aunque los signos externos de esta independencia hayan permanecido velados como consecuencia de causas de fuerza mayor.
En 1946, líderes judíos (entre ellos Nahum Goldmann, el rabino Abba Silver, Moshe Shertok y David Ben-Gurión) propusieron una unión entre la Palestina árabe y Transjordania. También en 1946, los líderes del movimiento sionista en Estados Unidos solicitaron que se pospusiera la determinación de la solicitud de ingreso de Transjordania en las Naciones Unidas hasta que se determinara el estatus de la Palestina del Mandato en su conjunto. Sin embargo, en su última sesión, la Sociedad de Naciones reconoció la independencia de Transjordania, con el acuerdo de Gran Bretaña.
En abril de 1947, durante la actividad del Comité Especial de Naciones Unidas para Palestina, el Comité Superior Árabe articuló sus demandas en la solución de la Cuestión de Palestina:
1. Un cese total de la migración judía a Palestina.
2. Un cese total de la venta de tierras a los judíos.
3. Cancelación del Mandato británico en Palestina y de la Declaración Balfour.
4. Reconocimiento del derecho de los árabes a su tierra y reconocimiento de la independencia de Palestina como Estado soberano, como todos los demás Estados árabes, con la promesa de proporcionar derechos de minoría a los judíos según las normas de la democracia.[13]

#### Plan de Partición de la ONU de 1947

Mapa del Plan de Partición de la ONU

Límites definidos en el Plan de Partición de Palestina de las Naciones Unidas de 1947:
Zona asignada para un Estado judío
Zona asignada a un Estado árabe
Planificación del Corpus separatum con la intención de que Jerusalén no fuera ni judía ni árabe
Líneas de demarcación del armisticio de 1949 (Línea Verde):
Territorio controlado por Israel desde 1949
Territorio controlado por Egipto y Jordania desde 1948 hasta 1967

En 1947, la ONU creó el Comité Especial de las Naciones Unidas para Palestina (UNSCOP, siglas en inglés de United Nations Special Committee on Palestine) con el fin de encontrar una solución inmediata a la cuestión palestina, que los británicos habían traspasado a la ONU. El informe indicaba que el Estado árabe se vería obligado a solicitar ayuda financiera «a las instituciones internacionales en forma de préstamos para la expansión de la educación, la sanidad pública y otros servicios sociales vitales de carácter no autosuficiente». Una nota técnica de la Secretaría explicaba que sin una cierta redistribución de las aduanas del Estado judío, la Palestina árabe no sería económicamente viable. El comité se mostró satisfecho de que el Estado judío y la ciudad de Jerusalén propuestos fueran viables. La mayoría de los miembros del UNSCOP propusieron ciertas recomendaciones a la Asamblea General de las Naciones Unidas, que el 29 de noviembre de 1947 adoptó una resolución recomendando la adopción e implementación del Plan de Partición, basada sustancialmente en dichas propuestas como Resolución 181(II). PARTE I: Futura constitución y gobierno de Palestina: A. Cláusula 3. establecía lo siguiente:«- Los Estados independientes árabe y judío y el Régimen Internacional Especial para la Ciudad de Jerusalén, establecidos en la parte III de este plan, comenzarán a existir en Palestina dos meses después de que haya concluido la evacuación de las fuerzas armadas de la Potencia obligatoria pero, en cualquier caso, no más tarde del 1 de octubre de 1948». La resolución señalaba que Gran Bretaña planeaba poner fin al Mandato británico de Palestina y recomendaba la partición de Palestina en dos estados, uno árabe y otro judío, con la zona de Jerusalén-Belén bajo protección internacional especial, administrada por las Naciones Unidas. La resolución incluía una descripción muy detallada de las fronteras recomendadas para cada uno de los estados propuestos. La resolución también contenía un plan para una unión económica entre los estados propuestos y un plan para la protección de los derechos religiosos y de las minorías. La resolución pretendía abordar los objetivos y reivindicaciones contrapuestos sobre el territorio del Mandato de dos movimientos nacionalistas rivales, el sionismo (nacionalismo judío) y el nacionalismo árabe, así como resolver la difícil situación de los judíos desplazados como consecuencia del Holocausto. La resolución pedía la retirada de las fuerzas británicas y la terminación del Mandato para el 1 de agosto de 1948, y el establecimiento de los nuevos estados independientes para el 1 de octubre de 1948.
Los dirigentes de la Agencia Judía para Palestina aceptaron partes del plan, mientras que los dirigentes árabes lo rechazaron.
En la conferencia de la Liga Árabe celebrada en Aley en octubre de 1947, los Estados árabes rechazaron la opción de establecer un gobierno árabe palestino provisional y el primer ministro libanés Riad Al Solh, en particular, dijo a Hajj Amin al-Husseini que si se establecía un gobierno árabe palestino, él no podía formar parte de él. Abdul Rahman Hassan Azzam quería que la Liga Árabe gestionara la lucha árabe en Palestina.
El rey Abdalá I de Jordania se reunió con una delegación encabezada por Golda Meir (que se convirtió en primera ministra de Israel en 1968) para negociar las condiciones de aceptación del plan de partición, pero rechazó su propuesta de que Jordania permaneciera neutral. De hecho, el rey sabía que el naciente Estado palestino pronto sería absorbido por sus vecinos árabes y, por tanto, tenía un gran interés en ser parte en la inminente guerra.

#### Guerra civil 1947-48
Poco después de la resolución de la ONU, menos de medio año antes de la expiración del Mandato británico, estallaron combates a gran escala entre las comunidades árabe y judía de Palestina. Cuando Israel declaró su independencia el 14 de mayo de 1948, el resultado de estos cinco meses y medio de combates fue, según el historiador Benny Morris, una «victoria judía decisiva». Por un lado, el «poder militar árabe palestino fue aplastado» y la mayor parte de la población árabe de las zonas de combate huía o había sido expulsada. En el otro bando, la «Haganá pasó de ser una milicia a convertirse en un ejército» y logró «consolidar su dominio sobre una franja continua de territorio que abarcaba la llanura costera, el valle de Jezreel y el valle del Jordán». El Yishuv (la comunidad judía y sus organizaciones de tipo Estado en espera) demostró que tenía capacidad para defenderse, convenció a Estados Unidos y al resto del mundo para que lo apoyaran y la «victoria sobre los árabes palestinos dio a la Haganá la experiencia y la confianza en sí misma [...] para enfrentarse [...] a los ejércitos invasores de los Estados árabes».

El 12 de abril de 1948, la Liga Árabe anunció:
Los ejércitos árabes entrarán en Palestina para rescatarla. Su Majestad (el rey Faruq, en representación de la Liga) desea dejar bien claro que tales medidas deben considerarse temporales y carentes de todo carácter de ocupación o partición de Palestina, y que, una vez completada su liberación, ese país será entregado a sus propietarios para que lo gobiernen como deseen.

### Guerra de 1948 hasta 1967

#### Guerra árabe-israelí (1948)
El 14 de mayo de 1948, al final del Mandato británico, el Consejo del Pueblo Judío reunido en Tel Aviv y el presidente de la Agencia Judía para Palestina, declararon el «establecimiento de un Estado judío en la Tierra de Israel, que sería conocido como el Estado de Israel». El presidente estadounidense Harry Truman reconoció de facto el Estado de Israel al día siguiente. Los países árabes declararon la guerra al recién creado Estado de Israel, dando comienzo a la guerra árabe-israelí de 1948.
Los ejércitos de los Estados árabes vecinos entraron en los territorios del antiguo Mandato al día siguiente, dando comienzo la guerra árabe-israelí de 1948. Pero algunos de los líderes de estos países tenían sus propios planes para Palestina. Como observaría el escritor palestino Hisham Sharabi, Palestina había «desaparecido del mapa».
Como resultado de la guerra, Egipto ocupó la Franja de Gaza, y en septiembre de 1948 formó el Gobierno de Todos los Palestinos en Gaza, en parte como una medida de la Liga Árabe para limitar la influencia de Jordania sobre la cuestión palestina. El antiguo muftí de Jerusalén, Haj Amin al-Husayni, fue nombrado presidente. El 1 de octubre de ese año, el Gobierno de Toda Palestina declaró un Estado palestino independiente en toda la región de Palestina con Jerusalén como capital. Este gobierno fue reconocido por Egipto, Siria, Líbano, Irak, Arabia Saudí y Yemen, pero no por Jordania ni ningún país no árabe. Sin embargo, era poco más que una fachada bajo control egipcio y su influencia o financiación eran insignificantes. Egipto no permitía la entrada sin restricciones de palestinos de Gaza en Egipto propiamente dicho, y viceversa. En 1959, Gamal Abdel Nasser, presidente de Egipto, disolvió el gobierno palestino para gobernar directamente la Franja de Gaza.
El rey Abdalá I de Jordania envió la Legión Árabe a Cisjordania sin intención de retirarla tras la guerra. Jordania se anexionó Cisjordania, incluido Jerusalén Este, concediendo la ciudadanía a los refugiados y residentes árabes que vivían en Cisjordania en contra de la objeción de muchos dirigentes árabes que aún esperaban establecer un Estado árabe de Palestina. El nombre del país se cambió en 1949 de Transjordania a Jordania y los palestinos obtuvieron escaños en el Parlamento jordano. Un decreto real de marzo de 1949 prohibió el uso del término Palestina en los documentos legales, y otras medidas fueron diseñadas para enfatizar que no habría una Palestina independiente. También prohibió cualquier opinión contraria a la unificación de los dos territorios y proscribió toda actividad del Gobierno de Toda Palestina dentro de los territorios bajo su control.
Tras la guerra, que los israelíes denominan Guerra de la Independencia y los palestinos Catástrofe, los Acuerdos de Armisticio de 1949 establecieron las líneas de separación entre los combatientes, dejando a Israel el control de algunas de las zonas que habían sido designadas para el Estado árabe en virtud del Plan de Partición, a Transjordania el control de Cisjordania, a Egipto el control de la Franja de Gaza y a Siria el control de la zona de Himmah. La Liga Árabe supervisó la administración fiduciaria egipcia del gobierno palestino en Gaza y obtuvo garantías de Jordania de que el Acta de Unión de 1950 «no prejuzgaba el acuerdo final».

#### Cisjordania jordana
El rey Abdalá I de Jordania se anexionó Cisjordania, concediendo la ciudadanía a los refugiados y residentes árabes en contra de los deseos de muchos líderes árabes que aún esperaban establecer un Estado árabe. Bajo el liderazgo de Abdalá, las esperanzas árabes de independencia recibieron un duro golpe. En marzo promulgó un decreto real que prohibía el uso del término Palestina en cualquier documento legal, y aplicó otras medidas destinadas a dejar claro y seguro el hecho de que no habría una Palestina independiente.
Durante la guerra árabe-israelí de 1948, Transjordania ocupó la zona de Cisjordania (incluido Jerusalén Este), que siguió controlando de conformidad con los acuerdos de armisticio de 1949 y una unión política formada en diciembre de 1948. La Proclamación Militar Número 2 de 1948 dispuso la aplicación en Cisjordania de las leyes que eran aplicables en Palestina en vísperas de la terminación del Mandato. El 2 de noviembre de 1948, el gobierno militar fue sustituido por una administración civil en virtud de la Ley por la que se modifica la Ley de Administración Pública en Palestina. La Proclamación Militar Número 17 de 1949, Sección 2, confirió al rey de Jordania todos los poderes de los que gozaban el rey de Inglaterra, sus ministros y el alto comisionado de Palestina por el decreto del Consejo de Palestina de 1922. La Sección 5 de esta ley confirmaba que todas las leyes, reglamentos y órdenes aplicables en Palestina hasta la terminación del Mandato permanecerían en vigor hasta su derogación o enmienda.
El Segundo Congreso Árabe-Palestino se celebró en Jericó el 1 de diciembre de 1948, al final de la guerra. Los delegados proclamaron a Abdalá rey de Palestina, y pidieron la unión de la Palestina árabe con el Reino Hachemita de Transjordania. Avi Plascov afirma que Abdalá se puso en contacto con la oposición nashashibi, los alcaldes locales, los mujars, los opositores a los Husaynis y los miembros de la oposición del Alto Comité Árabe. Plascov afirma que los congresos palestinos se celebraron de acuerdo con las costumbres árabes imperantes. También dijo que, contrariamente a la creencia generalizada fuera de Jordania, los representantes reflejaban los sentimientos de un amplio sector de la población.
El Gobierno transjordano aceptó la unificación el 7 de diciembre de 1948, y el 13 de diciembre el Parlamento transjordano aprobó la creación del Reino Hachemita de Jordania. El cambio de estatus se reflejó en la adopción de este nuevo nombre oficial el 21 de enero de 1949. La unificación fue ratificada por una Asamblea Nacional jordana conjunta el 24 de abril de 1950, compuesta por veinte representantes de Transjordania y Cisjordania. El Acta de Unión contenía una cláusula de protección que preservaba los derechos árabes en Palestina «sin perjuicio de cualquier acuerdo definitivo».
Muchos juristas afirman que la declaración de la Liga Árabe y el Acta de Unión implicaban que la reivindicación de soberanía de Jordania era provisional, porque siempre había estado sujeta a la aparición del Estado palestino. En diciembre de 1948 se estableció legalmente una unión política mediante una serie de proclamaciones, decretos y actas parlamentarias. Abdalá asumió entonces el título de rey de Jordania y cambió oficialmente el nombre del país por el de Reino Hachemí de Jordania en abril de 1949. El Acta de Unión de 1950 confirmó y ratificó las medidas del rey Abdalá. Tras la anexión de Cisjordania, sólo dos países reconocieron formalmente la unión: Gran Bretaña y Pakistán. Thomas Kuttner señala que se concedió un reconocimiento de facto al régimen, evidenciado más claramente por el mantenimiento de consulados en Jerusalén Este por parte de varios países, entre ellos Estados Unidos. Joseph Weiler se mostró de acuerdo y afirmó que otros Estados habían llevado a cabo actividades, declaraciones y resoluciones que serían incompatibles con el no reconocimiento. Joseph Massad afirmó que los miembros de la Liga Árabe habían otorgado un reconocimiento de facto y que Estados Unidos había reconocido formalmente la anexión, excepto Jerusalén. La política del Departamento de EE. UU., se declaró en un documento sobre el tema preparado para las reuniones de ministros de Asuntos Exteriores en Londres en mayo estaba a favor de la incorporación de Palestina Central a Jordania, pero deseaba que se hiciera gradualmente y no por proclamación repentina. Una vez que se produjo la anexión, el departamento aprobó la acción «en el sentido de que representa un desarrollo lógico de la situación que tuvo lugar como resultado de una libre expresión de la voluntad del pueblo... Estados Unidos siguió deseando evitar una expresión pública de aprobación de la unión».
El gobierno de Estados Unidos extendió el reconocimiento de iure al Gobierno de Transjordania y al Gobierno de Israel el mismo día, el 31 de enero de 1949. El presidente estadounidense Truman dijo al rey Abdalá que la política de Estados Unidos respecto a un acuerdo territorial definitivo en Palestina había sido declarada en la Asamblea General el 30 de noviembre de 1948 por el representante estadounidense. Estados Unidos apoyaba las reivindicaciones israelíes sobre las fronteras establecidas en la resolución de la Asamblea General de la ONU del 29 de noviembre de 1947, pero creía que si Israel pretendía retener territorio adicional en Palestina asignado a los árabes, debería dar a los árabes una compensación territorial. Clea Bunch afirmó que «el Presidente Truman elaboró una política equilibrada entre Israel y sus moderados vecinos hachemitas cuando otorgó simultáneamente el reconocimiento formal al recién creado Estado de Israel y al Reino de Transjordania. Estas dos naciones estaban inevitablemente vinculadas en la mente del presidente como dos Estados emergentes gemelos: uno que atendía las necesidades de los judíos refugiados y otro que absorbía a los árabes palestinos desplazados recientemente. Truman era consciente de los acuerdos privados que existían entre los dirigentes de la Agencia Judía y el rey Abdalá I de Jordania. Por lo tanto, para Truman tenía todo el sentido del mundo favorecer a ambos Estados con el reconocimiento de iure».
Sandra Berliant Kadosh analizó la política estadounidense hacia Cisjordania en 1948, basándose en gran medida en los documentos de Relaciones Exteriores de Estados Unidos. Señaló que el gobierno estadounidense creía que la solución más satisfactoria respecto a la disposición de la mayor parte de la Palestina árabe sería la incorporación a Transjordania y que el Departamento de Estado aprobó el principio subyacente a las resoluciones de Jericó. Kadosh dijo que los delegados afirmaban representar al 90 por ciento de la población y que ridiculizaban al gobierno de Gaza. Afirmaron que sólo representaba a sus ochenta y tantos miembros.

#### Toda Palestina
En Gaza se formó el Gobierno de Toda Palestina antes del final de la guerra, en septiembre de 1948. El gobierno, bajo la dirección del muftí de Jerusalén Mohammed Amin al-Husayni, declaró la independencia del Estado palestino, 294 con Jerusalén como capital. El Gobierno de Palestina sería reconocido por Egipto, Siria, Líbano, Irak, Arabia Saudí y Yemen, mientras que Jordania y los demás Estados árabes se negaron a reconocerlo.
Egipto supervisó el gobierno de Palestina en Gaza como fideicomisario en nombre de la Liga Árabe. Una orden ministerial egipcia del 1 de junio de 1948 declaró que todas las leyes vigentes durante el Mandato seguirían en vigor en la Franja de Gaza. Otra orden emitida el 8 de agosto de 1948 confería a un administrador general egipcio los poderes del alto comisionado. Sin embargo, el Gobierno de Todos los Palestinos tenía un poder muy limitado, ya que Egipto mantenía el control sobre la administración de Gaza. El Gobierno de Toda Palestina estaba bajo protección oficial egipcia, pero por otro lado no tenía ninguna función ejecutiva, sino más bien política y simbólica. Su importancia fue disminuyendo gradualmente, sobre todo con el traslado de la sede del Gobierno de Gaza a El Cairo en diciembre de 1948.
Poco después, la Conferencia de Jericó nombró al rey Abdalá I de Transjordania «rey de la Palestina árabe». El Congreso pidió la unión de la Palestina árabe y Transjordania y Abdalá anunció su intención de anexionar Cisjordania. Los demás Estados miembros de la Liga Árabe se opusieron al plan de Abdalá.
Estados Unidos informó a los estados árabes de que su posición respecto a Israel había sido claramente expuesta en la ONU por el Dr. Jessup el 20 de noviembre de 1949. Dijo que Estados Unidos apoyaba las reivindicaciones israelíes sobre las fronteras establecidas en la resolución de la Asamblea General de la ONU. Sin embargo, Estados Unidos creía que si Israel pretendía retener territorio adicional en Palestina debería dar a los árabes otro territorio como compensación. Los israelíes estuvieron de acuerdo en que las fronteras eran negociables, pero no aceptaron el principio de compensación como condición previa. El ministro de Asuntos Exteriores de Israel, Eban, insistió en que no era deseable socavar lo que ya se había conseguido con los acuerdos de armisticio, y sostuvo que Israel no poseía ningún territorio indebidamente, ya que su ocupación de las zonas había sido sancionada por los acuerdos de armisticio, al igual que la ocupación del territorio de Palestina en manos de los estados árabes.
A finales de 1949, bajo los auspicios de la UNCCP (siglas en inglés de United Nations Conciliation Commission for Palestine, ‘Comisión de Conciliación de las Naciones Unidas para Palestina’) su misión subsidiaria de estudio económico para Oriente Medio, dirigida por Gordon R. Clapp, recomendó cuatro proyectos de desarrollo, que afectaban a la cuenca del Wadi Zerqa en Jordania, la cuenca y el cauce del Wadi Qelt en la Palestina árabe, el río Litani en Líbano y el valle del Ghab en Siria. El Banco Mundial consideró positivos los planes de la misión, y el presidente estadounidense Harry Truman anunció posteriormente que la Ley de Ayuda Económica Exterior de 1950 contenía una partida de 27 millones de dólares para los proyectos de desarrollo recomendados por la Misión Clapp y para ayudar a los refugiados palestino.
En una conversación diplomática mantenida el 5 de junio de 1950 entre Stuart W. Rockwell (de la Oficina de Asuntos de África y Oriente Próximo del Departamento de Estado) y Abdel Monem Rifai (consejero de la legación jordana), Rifai preguntó cuándo iba Estados Unidos a reconocer la unión de la Palestina árabe y Jordania. Rockwell explicó la posición del Departamento, afirmando que no era costumbre de Estados Unidos emitir declaraciones formales de reconocimiento cada vez que un país extranjero cambiaba su área territorial. La unión de la Palestina árabe y Jordania se había producido como resultado de la voluntad del pueblo y Estados Unidos aceptaba el hecho de que la soberanía jordana se hubiera extendido a la nueva zona. Rifai dijo que no se había dado cuenta de ello y que le complacía mucho saber que Estados Unidos reconocía de hecho la unión. El Departamento de Estado estadounidense publicó este memorándum de conversación en 1978.
En 1957, la Ley Básica de Gaza estableció un Consejo Legislativo que podía aprobar leyes que se entregaban al alto administrador general para su aprobación. En 1959, el presidente egipcio Gamal Abdul Nasser ordenó el desmantelamiento definitivo del Protectorado de toda Palestina. En marzo de 1962, se promulgó una Constitución para la Franja de Gaza que confirmaba el papel del Consejo Legislativo. El Protectorado de Toda Palestina es considerado por algunos como el primer intento de establecer un Estado palestino independiente, mientras que la mayoría lo veían simplemente como una marioneta egipcia, que fue anulada pocos años después de su creación nada menos que por el presidente Gamal Abdel Nasser de Egipto.

#### Guerra de los Seis Días (1967)
En junio de 1967, Israel capturó y ocupó Cisjordania, incluido Jerusalén Este, de Jordania, la Franja de Gaza y la Península del Sinaí de Egipto, y la zona de los Altos del Golán de Siria como resultado de la guerra de los Seis Días. Israel, que recibió la orden de retirarse de los territorios ocupados durante la guerra a cambio del reconocimiento árabe y la negociación de las fronteras definitivas mediante la Resolución 242 del Consejo de Seguridad de las Naciones Unidas, anexionó unilateralmente a Jerusalén Este y posteriormente aplicó el derecho civil israelí a los Altos del Golán. El 9 de junio de 1967, el ministro de Asuntos Exteriores israelí, Eban, aseguró a Estados Unidos que no buscaba el engrandecimiento territorial ni tenía aspiraciones coloniales. El secretario de Estado estadounidense, Dean Rusk, recalcó a Israel que ningún acuerdo con Jordania sería aceptado por la comunidad mundial a menos que otorgara a Jordania alguna posición especial en la Ciudad Vieja de Jerusalén. Estados Unidos también dio por sentado que Jordania recibiría la mayor parte de Cisjordania, ya que se consideraba territorio jordano.
La comunidad internacional considera que Cisjordania, incluida Jerusalén Este, bajo ocupación militar israelí, está sujeta al Cuarto Convenio de Ginebra. Israel no acepta que el IV Convenio de Ginebra se aplique de iure, pero ha declarado que en cuestiones humanitarias se regirá de facto por sus disposiciones, sin especificar cuáles son éstas. La Franja de Gaza sigue siendo considerada ocupada por las Naciones Unidas, las organizaciones internacionales de derechos humanos y la mayoría de los gobiernos y comentaristas jurídicos, a pesar de la retirada israelí de Gaza en 2005.
El 3 de noviembre de 1967, el embajador estadounidense Goldberg llamó al rey Husayn de Jordania y le dijo que Estados Unidos estaba comprometido con el principio de independencia política e integridad territorial y que estaba dispuesto a reafirmarlo bilateral y públicamente en la resolución del Consejo de Seguridad. Según Goldberg, Estados Unidos creía en la integridad territorial, la retirada y el reconocimiento de fronteras seguras. Goldberg afirmó que el principio de integridad territorial tiene dos subprincipios importantes: debe haber una retirada a fronteras reconocidas y seguras para todos los países, no necesariamente las antiguas líneas de armisticio, y debe haber reciprocidad en los ajustes.
El asistente especial del presidente de Estados Unidos, Walt Rostow, dijo al embajador israelí Harmon que ya había recalcado al ministro de Asuntos Exteriores Eban que Estados Unidos esperaba que el impulso del acuerdo se dirigiera hacia acuerdos de seguridad y desmilitarización más que hacia cambios importantes en las líneas del armisticio. Harmon dijo que la posición israelí era que Jerusalén debía ser una ciudad abierta bajo administración unificada, pero que el interés jordano en Jerusalén podía satisfacerse mediante acuerdos que incluyeran la soberanía. Rostow dijo que el gobierno estadounidense suponía (y Harman lo confirmó) que, a pesar de las declaraciones públicas en sentido contrario, la postura del gobierno de Israel sobre Jerusalén era la que Eban, Harman y Evron habían expuesto varias veces, que Jerusalén era negociable.

Tras el estallido de los combates en Jordania en septiembre de 1970 entre el ejército jordano y la guerrilla palestina, el gobierno estadounidense empezó a considerar la creación de una entidad política palestina independiente. Sin embargo, un Estado palestino era la alternativa menos considerada. Un memorándum del Departamento de Estado de 1970 afirmaba al respecto:
Un Estado de este tipo tendría que limitarse presumiblemente a Cisjordania y Gaza, probablemente no sería económicamente viable sin la inyección de ayuda financiera exterior a gran escala. Su viabilidad política también es dudosa, ya que un gran número de palestinos quedaría fuera de sus fronteras y tendería a estar dominado por un Israel más grande y poderoso.

#### La OLP y la solución del Estado binacional
Antes de la guerra de los Seis Días, el movimiento por una Palestina independiente recibió un impulso en 1964, cuando se creó la Organización para la Liberación de Palestina (OLP). Su objetivo, recogido en el Pacto Nacional Palestino, era crear un Estado palestino en todo el Mandato británico, una declaración que anulaba el derecho a existir de Israel. La OLP se convertiría en la principal fuerza del movimiento nacional palestino desde el punto de vista político, y su líder, Yasir Arafat, nacido en Egipto, pasaría a ser considerado el líder del pueblo palestino.
En 1969, el movimiento Fatah, aceptando como un hecho consumado la presencia en Palestina de un gran número de judíos, declaró que no luchaba contra los judíos, sino contra Israel como entidad racista y teocrática. En febrero de 1969, el quinto consejo nacional de la Organización para la Liberación de Palestina aprobó una resolución que confirmaba que el objetivo de la OLP era «establecer una sociedad libre y democrática en Palestina para todos los palestinos, ya sean musulmanes, cristianos o judíos». Sin embargo, la OLP no logró obtener el apoyo de la sociedad israelí a la solución binacional, lo que sentó las bases para que la OLP volviera a plantearse la partición en dos Estados.

#### Ruptura entre Jordania y los dirigentes palestinos (1970)
Tras los sucesos de Septiembre Negro en Jordania, las desavenencias entre los dirigentes palestinos y el Reino de Jordania siguieron aumentando. La Liga Árabe afirmó el derecho del pueblo palestino a la autodeterminación y pidió a todos los Estados árabes, incluida Jordania, que se comprometieran a defender la unidad nacional palestina y a no interferir en los asuntos internos palestinos. La Liga Árabe también «afirmó el derecho del pueblo palestino a establecer una autoridad nacional independiente bajo el mando de la Organización para la Liberación de Palestina, único representante legítimo del pueblo palestino en cualquier territorio palestino que sea liberado». El rey Husayn disolvió el Parlamento jordano. La mitad de sus miembros eran representantes de Cisjordania. Renunció a las reivindicaciones jordanas sobre Cisjordania y permitió que la OLP asumiera la responsabilidad como Gobierno provisional de Palestina. El Reino de Jordania, Egipto y Siria ya no actúan como representantes legítimos del pueblo palestino ni de su territorio.

#### Programa de diez puntos
En 1974, la OLP adoptó el Programa de los diez puntos, que exigía el establecimiento de un Estado binacional democrático palestino-israelí (la solución de un solo Estado). También pedía el establecimiento de un gobierno palestino en cualquier parte de su territorio liberado, como paso para «completar la liberación de todo el territorio palestino, y como paso en el camino hacia la unidad árabe global». Aunque Israel no lo consideró una moderación significativa de la política de la OLP, la formulación fue muy controvertida dentro de la propia OLP, donde se consideró en general como un avance hacia la solución de los dos Estados. La adopción del programa, bajo la presión de la facción de Fatah de Arafat y de algunos grupos menores (por ejemplo, el Frente Democrático por la Liberación de Palestina, FDLP, as-Saikaa) llevó a muchos grupos de línea dura a separarse de los miembros de Arafat y de la corriente dominante de la OLP, formando el Frente Rechacista. Hasta cierto punto, esta división sigue siendo evidente hoy en día. Documentos diplomáticos desclasificados revelan que en 1974, en vísperas del debate de la ONU que concedió a la OLP el estatus de observador, algunos sectores de la dirección de la OLP se plantearon proclamar en algún momento la formación de un gobierno palestino en el exilio. Este plan, sin embargo, no se llevó a cabo.
En la cumbre de Rabat de 1974, Jordania y los demás miembros de la Liga Árabe declararon que la Organización para la Liberación de Palestina era la «única representante legítima del pueblo palestino (árabe)», renunciando así a su papel de representante de Cisjordania.
Durante las negociaciones de Camp David de 1978 entre Israel y Egipto, Anwar Sadat propuso la creación de un Estado palestino en Cisjordania y Gaza. Israel se negó.
En un discurso pronunciado el 1 de septiembre de 1982, el presidente estadounidense Ronald Reagan pidió la congelación de los asentamientos y siguió apoyando la plena autonomía palestina en unión política con Jordania. También afirmó que «la postura de Estados Unidos es que (a cambio de la paz) la disposición de retirada de la Resolución 242 se aplique a todos los frentes, incluidos Cisjordania y Gaza».
El Acuerdo de Amán, de 11 de febrero de 1985, declaró que la OLP y Jordania perseguirían una propuesta de confederación entre el Estado de Jordania y un Estado palestino. En 1988, el rey Husayn disolvió el Parlamento jordano y renunció a las reivindicaciones jordanas sobre Cisjordania. La OLP asumió la responsabilidad como Gobierno Provisional de Palestina y se declaró un Estado independiente.

## Cronología

### Declaración del Estado en 1988
La declaración de un Estado de Palestina (en árabe: دولة فلسطين) tuvo lugar en Argel el 15 de noviembre de 1988, por el Consejo Nacional Palestino, el órgano legislativo de la Organización para la Liberación de Palestina (OLP). Fue aprobado por el Consejo Nacional Palestino (CNP) por 253 votos a favor, 46 en contra y 10 abstenciones. Fue leída por Yasir Arafat en la sesión de clausura del 19.º CNP en medio de una gran ovación. Al finalizar la lectura de la declaración, Arafat, como presidente de la Organización para la Liberación de Palestina, asumió el título de «presidente de Palestina». Mediante la declaración de 1988, la CNP facultó a su consejo central para formar un gobierno en el exilio cuando fuera oportuno, y pidió a su comité ejecutivo que desempeñara las funciones del gobierno en el exilio hasta su establecimiento.
No se especificaron las fronteras del Estado. Jordania extendió el reconocimiento al Estado y cedió su reclamación sobre Cisjordania a la Organización para la Liberación de Palestina, que había sido designada previamente por la Liga Árabe como «única representante legítima del pueblo palestino».
La Autoridad Nacional Palestina (ANP), Estados Unidos, la Unión Europea y la Liga Árabe, prevén el establecimiento de un Estado de Palestina que incluya la totalidad o parte de Cisjordania, la Franja de Gaza y Jerusalén Este, que viva en paz con Israel bajo un gobierno democráticamente elegido y transparente. Sin embargo, la ANP no reclama la soberanía sobre ningún territorio y, por tanto, no es el gobierno del Estado de Palestina proclamado en 1988.

Bandera palestina

Refiriéndose a «la injusticia histórica infligida al pueblo árabe palestino que ha provocado su dispersión y le ha privado de su derecho a la autodeterminación», la declaración recuerda el Tratado de Lausana (1923) y la Resolución 181 de la Asamblea General de las Naciones Unidas (Plan de Partición de 1947) como apoyo a los derechos de los palestinos y de Palestina. A continuación, la declaración proclama un «Estado de Palestina en nuestro territorio palestino con su capital Jerusalén». No se especificaron las fronteras del Estado de Palestina declarado. Se hizo referencia a la población del Estado mediante la declaración: «El Estado de Palestina es el Estado de los palestinos, dondequiera que se encuentren». El Estado se definió como un país árabe mediante la declaración: «El Estado de Palestina es un Estado árabe, parte integrante e indivisible de la nación árabe». La declaración iba acompañada de un llamamiento del CNP a las negociaciones multilaterales sobre la base de la Resolución 242 del Consejo de Seguridad de las Naciones Unidas. Este llamamiento se denominó posteriormente «el Compromiso Histórico», ya que implicaba la aceptación de la solución de dos Estados, es decir, que dejaba de cuestionar la legitimidad del Estado de Israel. El comunicado político del PNC que acompañaba a la declaración sólo pedía la retirada de la «Jerusalén árabe» y de los demás «territorios árabes ocupados». Las declaraciones de Arafat en Ginebra un mes después fueron aceptadas por Estados Unidos como suficientes para eliminar las ambigüedades que veía en la declaración y para cumplir las condiciones largamente defendidas para un diálogo abierto con Estados Unidos.
A raíz de esta declaración, se convocó la Asamblea General de las Naciones Unidas (AGNU), que invitó a Arafat, Presidente de la OLP, a pronunciar un discurso. Se adoptó una resolución de la AGNU «reconociendo la proclamación del Estado de Palestina por el Consejo Nacional Palestino el 15 de noviembre de 1988», y se decidió además que «la designación Palestina debería utilizarse en lugar de la designación Organización para la Liberación de Palestina en el sistema de las Naciones Unidas», y se le asignó un asiento en la Asamblea General de las Naciones Unidas inmediatamente después de los Estados no miembros, y frente a todos los demás observadores. Ciento cuatro estados votaron a favor de esta resolución, cuarenta y cuatro se abstuvieron y dos – Estados Unidos e Israel – votaron en contra. A mediados de diciembre, setenta y cinco estados habían reconocido a Palestina, cifra que aumentó a ochenta y nueve estados en febrero de 1989.
La declaración se interpreta generalmente como un paso importante en el camino hacia el reconocimiento de Israel por parte de los palestinos. Al igual que en la declaración de independencia de Israel, basa en parte sus reivindicaciones en la AG 181 de la ONU. Al referirse a las «resoluciones de las cumbres árabes» y a las «resoluciones de la ONU desde 1947» (como la 242), limita implícita y quizá ambiguamente sus reivindicaciones inmediatas a los territorios palestinos y Jerusalén. Iba acompañada de una declaración política que mencionaba explícitamente la SC 242 y otras resoluciones de la ONU y sólo pedía la retirada de la «Jerusalén árabe» y de los demás «territorios árabes ocupados». Las declaraciones de Yasir Arafat en Ginebra un mes después fueron aceptadas por Estados Unidos como suficientes para eliminar las ambigüedades que veía en la declaración y para cumplir las condiciones largamente defendidas para entablar un diálogo abierto con Estados Unidos.

### Autoridad Palestina (1994)

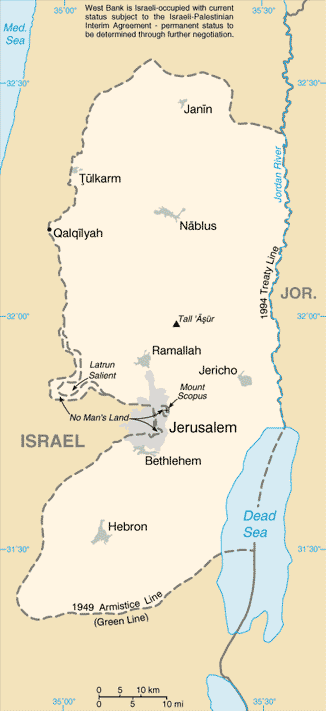
Cisjordania

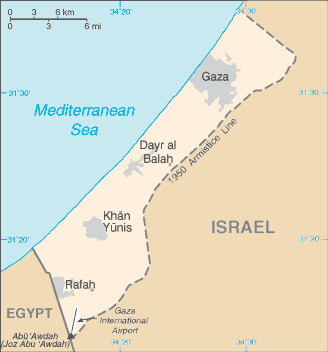
Franja de Gaza

En virtud de los Acuerdos de Oslo firmados entre Israel y la OLP, esta última asumió el control de la zona de Jericó en Cisjordania y de la Franja de Gaza el 17 de mayo de 1994. El 28 de septiembre de 1995, tras la firma del Acuerdo interino israelo-palestino sobre Cisjordania y la Franja de Gaza, las fuerzas militares israelíes se retiraron de las ciudades cisjordanas de Nablus, Ramala, Jericó, Yenín, Tulkarem, Kalkilia y Belén. En diciembre de 1995, la OLP también asumió la responsabilidad de la administración civil en 17 zonas de Hebrón. Aunque la OLP asumió estas responsabilidades a raíz de Oslo, se creó un nuevo organismo administrativo provisional a raíz de los Acuerdos para llevar a cabo estas funciones sobre el terreno: la Autoridad Nacional Palestina (ANP).
Según Omar Dajani, la relación entre la OLP y la ANP (o AP) a la luz de los acuerdos provisionales de los Acuerdos de Oslo puede definirse como «Palestina puede describirse mejor como una asociación transitoria entre la AP y la OLP». Continúa explicando que esta asociación transitoria otorga a la AP la responsabilidad del gobierno local y a la OLP la responsabilidad de la representación del pueblo palestino en el ámbito internacional, al tiempo que le prohíbe concluir acuerdos internacionales que afecten al estatus de Cisjordania y la Franja de Gaza. Se dice que esta situación es aceptada por la población palestina en la medida en que se considera un acuerdo temporal.
En 2005, tras la aplicación del plan de retirada unilateral de Israel, la ANP obtuvo el control total de la Franja de Gaza, a excepción de sus fronteras, espacio aéreo y mar territorial, lo que aumentó el porcentaje de territorio de la Franja de Gaza nominalmente gobernado por la AP del 60% al 100%.
Cisjordania y la Franja de Gaza siguen siendo consideradas por la comunidad internacional territorio Palestino ocupado, a pesar de la declaración de independencia palestina de 1988, del limitado autogobierno concedido a la Autoridad Palestina como resultado de los Acuerdos de Oslo de 1993 y de la retirada de Israel de Gaza como parte del plan de retirada unilateral de Israel de 2005, que supuso el desmantelamiento de cuatro asentamientos israelíes en Cisjordania y de todos los asentamientos de la Franja de Gaza.
En marzo de 2008, se informó de que la AP estaba trabajando para aumentar el número de países que reconocen a Palestina y que un representante de la AP había firmado un acuerdo bilateral entre el Estado de Palestina y Costa Rica. Un documento de posición de Al-Haq (2009) afirmó que la realidad es que la AP ha firmado varios acuerdos con organizaciones internacionales y Estados. Estos casos de relaciones exteriores emprendidos por la AP significan que el Acuerdo Provisional forma parte de un proceso de paz más amplio en curso, y que las restricciones a las operaciones de política exterior de la AP entran en conflicto con el derecho inalienable del pueblo palestino a la autodeterminación, actualmente una norma con carácter de ius cogens, que incluye el derecho a entablar relaciones internacionales con otros pueblos. El Gobierno israelí y muchos expertos consideran que estas acciones constituyen una violación de los Acuerdos de Oslo.
Cuando la AP ejerce el poder que le otorgan los Acuerdos de Oslo, actúa en calidad de agencia cuya autoridad se basa en un acuerdo entre Israel y la OLP y no como Estado.

#### Escisión de Al Fatah y Hamás
En 2007, tras las victorias legislativas de Hamás, Al Fatah y Hamás se enzarzaron en un violento conflicto, que tuvo lugar principalmente en la Franja de Gaza y provocó el colapso efectivo del gobierno de unidad nacional palestino. Tras la toma del poder en Gaza por Hamás el 14 de junio de 2007, el presidente de la Autoridad Palestina, Abás, destituyó al gobierno dirigido por Hamás y nombró primer ministro a Salam Fayyad. Aunque se afirma que la autoridad del nuevo gobierno se extiende a todos los territorios palestinos, en la práctica se limita a Cisjordania, ya que Hamás no ha reconocido la medida y sigue gobernando la Franja de Gaza. Mientras que el presupuesto de la ANP procede principalmente de diversos programas de ayuda y del apoyo de la Liga Árabe, el gobierno de Hamás en Gaza pasó a depender principalmente de Irán hasta el estallido de la Primavera Árabe.

### Palestina en las Naciones Unidas

#### Solicitud de adhesión a las Naciones Unidas en 2011
Tras dos años de estancamiento de las negociaciones con Israel, en septiembre de 2011 la Autoridad Palestina trató de obtener de la Asamblea General de la ONU el reconocimiento como Estado según las fronteras de 1967, con Jerusalén Este como capital. Para que la solicitud de ingreso en la ONU prosperara, sería necesaria la aprobación del Consejo de Seguridad de la ONU y una mayoría de dos tercios en la Asamblea General de la ONU.
Ante la perspectiva de que esto tenga éxito, la embajadora de Estados Unidos ante las Naciones Unidas, Susan Rice, aludió a una posible retirada de la financiación de la ONU por parte del gobierno estadounidense: «Esto sería muy perjudicial políticamente en nuestro contexto nacional, como pueden imaginar. Y, francamente, no se me ocurre una amenaza mayor para nuestra capacidad de mantener el apoyo financiero y político a las Naciones Unidas en el Congreso que un resultado así». El 28 de junio, el Senado de Estados Unidos aprobó la resolución S.Res. 185, en la que se instaba al presidente Barack Obama a vetar la moción y se amenazaba con retirar la ayuda a Cisjordania si los palestinos seguían adelante con sus planes. Ante la perspectiva de un veto, los líderes palestinos señalaron que podrían optar por un cambio más limitado al estatus de Estado no miembro, que sólo requiere la aprobación de la Asamblea General de la ONU.
Mahmud Abás declaró que aceptaría volver a las negociaciones y abandonar la decisión si los israelíes aceptaban las fronteras de 1967 y el derecho al retorno de los refugiados palestinos. Israel tachó el plan de paso unilateral, a lo que respondió el ministro de Asuntos Exteriores Erekat:
No vamos [a la ONU] para una declaración unilateral del Estado palestino. Declaramos nuestro Estado en 1988 y tenemos embajadas en más de 130 países y cada vez más países reconocen nuestro Estado en las fronteras de 1967. El reconocimiento del Estado palestino es una decisión de soberanía de los países y no tiene por qué pasar por la ONU.
La Liga Árabe respaldó formalmente el plan en mayo, y la OLP lo confirmó oficialmente el 26 de junio.
El 11 de julio, el Cuarteto de Madrid se reunió para debatir la reanudación de las negociaciones, pero la reunión no produjo ningún resultado. El 13 de julio, en una entrevista concedida al periódico israelí Haaretz, el embajador palestino ante las Naciones Unidas, Riad Mansur, afirmó que, hasta la fecha, 122 Estados habían otorgado el reconocimiento formal al Estado palestino. Al día siguiente, la Liga Árabe hizo público un proyecto de declaración en el que se manifestaba un consenso para «acudir a las Naciones Unidas para solicitar el reconocimiento del Estado de Palestina con Al Quds como capital y avanzar y solicitar la adhesión plena». El secretario general de la Liga, Nabil el-Araby, confirmó la declaración y afirmó que la solicitud de adhesión sería presentada por la Liga Árabe. El 18 de julio, Siria anunció que había reconocido formalmente el Estado de Palestina, siendo el último Estado árabe en hacerlo. La decisión fue acogida con satisfacción por la Liga, pero suscitó las críticas de algunos, entre ellos el ex primer ministro libanés Selim al-Hoss: «Siria siempre ha pedido la liberación de Palestina de la ocupación y las ambiciones israelíes. La última postura, sin embargo, muestra que [Siria] ha renunciado a una política nacional de varias décadas. ...¿Por qué este abandono de un principio nacional y cuál es el motivo? No hay ningún motivo, salvo satisfacer a las potencias internacionales que pretenden apaciguar a Israel».
El 23 de septiembre, Abás entregó al secretario general de la ONU la solicitud oficial de reconocimiento de un Estado palestino por parte de la ONU y de adhesión a la misma organización. El 11 de noviembre, el Consejo de Seguridad aprobó un informe en el que se concluía que el Consejo no había podido «hacer una recomendación unánime» sobre la adhesión de Palestina.

#### Adhesión a la Unesco en 2011

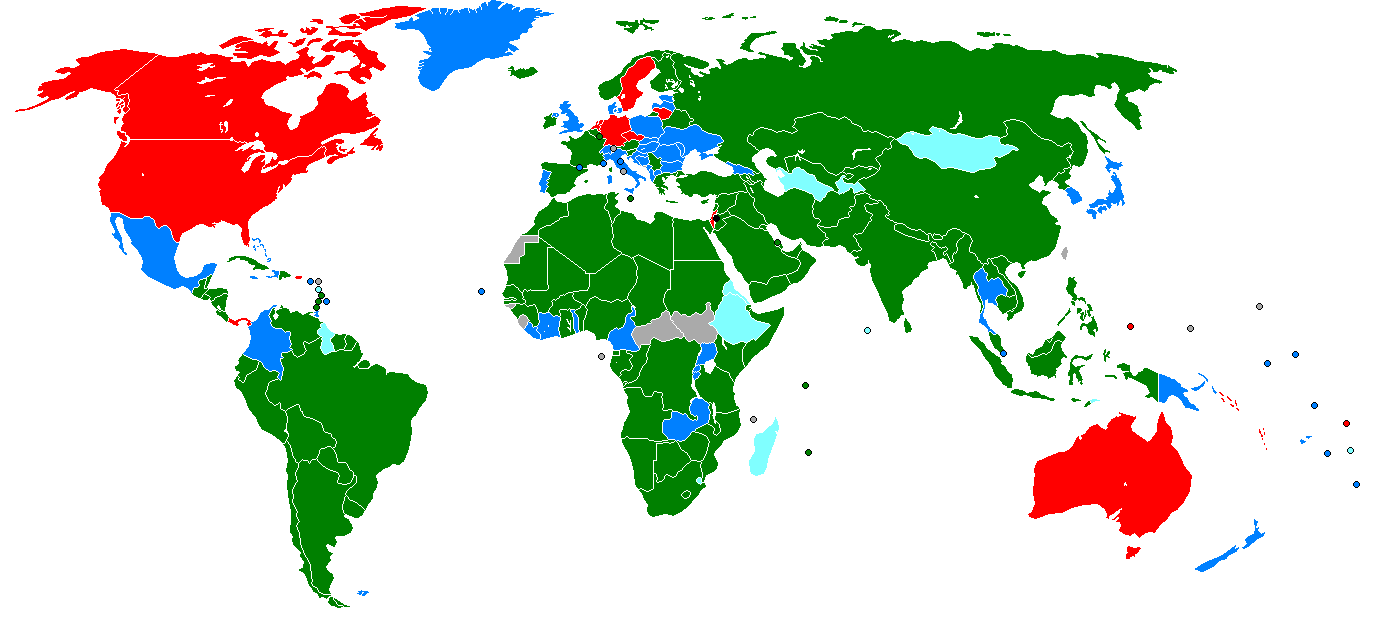
Resultados de la votación sobre la adhesión a la Unesco:
A favor
En contra
Abstenciones
Ausentes
No miembros / no elegibles para votar

La OLP obtuvo el estatuto de observador en la Unesco en 1974. En 1989, un grupo de siete Estados presentó una solicitud de admisión de Palestina como Estado miembro durante la 131.ª reunión del Consejo Ejecutivo de la Unesco. El Consejo aplazó la decisión hasta la siguiente reunión y, a partir de entonces, el punto se incluyó en el orden del día de cada reunión, aplazándose repetidamente. Durante la 187.ª reunión del Consejo, celebrada en septiembre de 2011, 24 Estados presentaron un proyecto de resolución en el que solicitaban que se estudiara la solicitud y se concediera a Palestina el estatuto de miembro de la organización. Tras las consultas entre los representantes de los 58 miembros del Consejo, el proyecto de resolución se sometió a votación el 5 de octubre. La Junta votó a favor de recomendar la solicitud, obteniendo la aprobación de 40 Estados. La resolución de admitir a Palestina como 195.º Estado miembro del organismo fue adoptada en la 36.ª Conferencia General, el 31 de octubre. De los 185 miembros cotizantes con derecho a voto, 107 votaron a favor, 14 en contra, 52 se abstuvieron y 12 estuvieron ausentes. La resolución fue presentada por un total de 43 Estados. Su ingreso fue ratificado el 23 de noviembre.

#### Estado observador no miembro de la ONU (2012)

Resultados de la votación sobre el estatus de Estado observador de las Naciones Unidas:
A favor
En contra
Abstenciones
Ausentes
No miembros

En septiembre de 2012, ante el estancamiento de su solicitud de adhesión como miembro de pleno derecho, los representantes palestinos decidieron solicitar el cambio de estatus de entidad observadora a Estado observador no miembro. El 27 de noviembre se anunció que el llamamiento se había hecho oficialmente y que se sometería a votación en la Asamblea General el 29 de noviembre, donde se esperaba que el cambio de estatus contara con el apoyo de la mayoría de los Estados. Además de conceder a Palestina el estatus de Estado observador no miembro, el proyecto de resolución «expresa la esperanza de que el Consejo de Seguridad considere favorablemente la solicitud presentada el 23 de septiembre de 2011 por el Estado de Palestina para ser admitido como miembro de pleno derecho de las Naciones Unidas, respalda la solución de dos Estados basada en las fronteras anteriores a 1967 y subraya la necesidad de que se reanuden de inmediato las negociaciones entre ambas partes».
El jueves 29 de noviembre de 2012, en una votación de 138-9 (con 41 abstenciones y 5 ausencias), se adoptó la resolución 67/19 de la Asamblea General, por la que se elevó a Palestina a la categoría de Estado observador no miembro en las Naciones Unidas. El nuevo estatus equipara el de Palestina al de la Santa Sede. Suiza también fue Estado observador no miembro hasta 2002. El cambio de estatus fue descrito por el periódico británico The Independent como un «reconocimiento de facto del Estado soberano de Palestina».
La votación constituyó un hito histórico para el reconocimiento del Estado de Palestina, mientras que fue ampliamente considerada como un revés diplomático para Israel y Estados Unidos. El estatus de Estado observador en la ONU permite al Estado de Palestina participar en el debate general de la Asamblea General, copatrocinar resoluciones, adherirse a tratados y a organismos especializados de la ONU.(128) Incluso como Estado no miembro, los palestinos podían formar parte de organismos internacionales influyentes como la Organización Mundial del Comercio, la Organización Mundial de la Salud, la Organización Mundial de la Propiedad Intelectual, el Banco Mundial y la Corte Penal Internacional, donde la Autoridad Palestina intentó que se investigaran los presuntos crímenes de guerra israelíes en Gaza (2008-2009). Sin embargo, en abril de 2012 los fiscales se negaron a abrir la investigación, alegando que no estaba claro si los palestinos estaban cualificados como Estado, ya que solo los Estados pueden reconocer la jurisdicción de la Corte. Pero el fiscal confirmó explícitamente en 2014 que la actualización de noviembre de 2012 cualificaba al Estado de Palestina para adherirse al Estatuto de Roma. El 31 de diciembre de 2014, el presidente palestino Abás firmó una declaración en la que Palestina reconocía la jurisdicción de la Corte Penal Internacional para cualquier crimen cometido en el territorio palestino desde el 13 de junio de 2014.
La ONU también puede contribuir ahora a afirmar las fronteras de los territorios palestinos que Israel ocupó en 1967. En teoría, Palestina podría incluso reclamar derechos legales sobre sus aguas territoriales y su espacio aéreo como Estado soberano reconocido por la ONU.
Tras la aprobación de la resolución, la ONU ha permitido que Palestina denomine a su oficina de representación ante la ONU Misión Permanente de Observación del Estado de Palestina ante las Naciones Unidas, lo que muchos consideran un reflejo del reconocimiento de facto por parte de la ONU de la soberanía del Estado de Palestina, y Palestina ha comenzado a retitular su nombre en consecuencia en sellos postales, documentos oficiales y pasaportes. Las autoridades palestinas también han dado instrucciones a sus diplomáticos para que representen oficialmente al Estado de Palestina, en contraposición a la Autoridad Nacional Palestina. El 17 de diciembre de 2012, el Jefe de Protocolo de la ONU, Yeocheol Yoon, decidió que «la designación de Estado de Palestina será utilizada por la Secretaría en todos los documentos oficiales de las Naciones Unidas». En enero de 2013, mediante un decreto oficial del Presidente de la Autoridad Palestina, Mahmud Abás, la Autoridad Palestina ha transformado oficialmente todas sus designaciones en Estado de Palestina.

### Decreto de 2013 sobre el Estado de Palestina
Tras el éxito de la aprobación de la resolución de 2012 sobre el estatuto de las Naciones Unidas que cambió el estatus de Palestina en la ONU al de Estado observador, el 3 de enero de 2013, Abás firmó el decreto presidencial 1/2013 por el que se cambiaba oficialmente el nombre de la Autoridad Palestina por el de Estado de Palestina. El decreto establecía que «los documentos oficiales, sellos, signos y membretes de las instituciones oficiales y nacionales de la Autoridad Nacional Palestina se modificarán sustituyendo el nombre Autoridad Nacional Palestina siempre que aparezca por el nombre Estado de Palestina y adoptando el emblema del Estado de Palestina». Según el abogado internacional John V. Whitbeck, el decreto supone la absorción de la Autoridad Palestina en el Estado de Palestina. El 8 de enero de 2013, el ministro de Comunicación, Safa Nassereddin, declaró que, dado que la emisión de nuevos sellos requiere la aprobación israelí para imprimirlos e introducirlos en el país, se decidió que los nuevos sellos se imprimirán en Baréin y que los primeros de ellos serán utilizados por las embajadas palestinas y otras misiones diplomáticas en el extranjero.
El 5 de enero de 2013, Abás ordenó a todas las embajadas palestinas que cambiaran cualquier referencia oficial a la Autoridad Palestina por Estado de Palestina. Se ordena a las misiones en países que votaron en contra de la resolución 67/19 de la Asamblea General de Naciones Unidas (AGNU) de 2012 que consulten con el Ministerio de Exteriores. Tres días más tarde, Omar Awadallah, funcionario del Ministerio de Asuntos Exteriores, dijo que esas misiones también deberían utilizar el nuevo nombre. Algunos de los propios países, como Noruega, Suecia y España, mantienen el término Autoridad Palestina a pesar de que votaron a favor de la resolución de la AGNU.
El 6 de enero de 2013, Abás ordenó a su gabinete de ministros que preparara una normativa para emitir nuevos pasaportes palestinos, signos oficiales y sellos postales en nombre del Estado de Palestina. Dos días después, tras una reacción negativa de Israel, se anunció que el cambio no se aplicará a los documentos utilizados en los puestos de control israelíes en Cisjordania y en los pasos fronterizos israelíes, a menos que haya una nueva decisión de Abás. Saeb Erekat dijo entonces que el nuevo emblema se utilizará en la correspondencia con los países que han reconocido un Estado de Palestina.
Por el momento, los gobiernos de la rebautizada Autoridad creada en 1994 y del Estado creado en 1988 siguen siendo distintos. El 5 de enero de 2013 se anunció que se espera que el Consejo Central de la OLP asuma las funciones del Gobierno y el Parlamento de la Autoridad Palestina. Al día siguiente, Saeb Erekat, jefe del departamento de negociaciones de la OLP, afirmó que la Autoridad debería redactar una nueva Constitución.
Tras el cambio de nombre, Turquía se convirtió en el primer Estado en reconocer este cambio, y el 15 de abril de 2013, el cónsul general turco en Jerusalén Este Şakir Torunlar presentó sus credenciales como primer embajador turco en el Estado de Palestina al presidente palestino en Ramala.

## Proceso de paz

### Acuerdos de Oslo
En la década de 1990 se dieron pasos destacados que iniciaron formalmente un proceso cuyo objetivo era resolver el conflicto árabe-israelí mediante una solución de dos Estados. Comenzando con la Conferencia de Madrid de 1991 y culminando con los Acuerdos de Paz de Oslo de 1993 entre palestinos e israelíes, el proceso de paz ha establecido el marco para la autonomía palestina en Cisjordania y en Gaza. Según los Acuerdos de Oslo, firmados por Yasir Arafat y el entonces primer ministro israelí Isaac Rabin en Washington, Israel se retiraría de la Franja de Gaza y de las ciudades de Cisjordania. Jerusalén Este, anexionada por Israel en 1980, no se mencionaba en ninguno de los acuerdos.

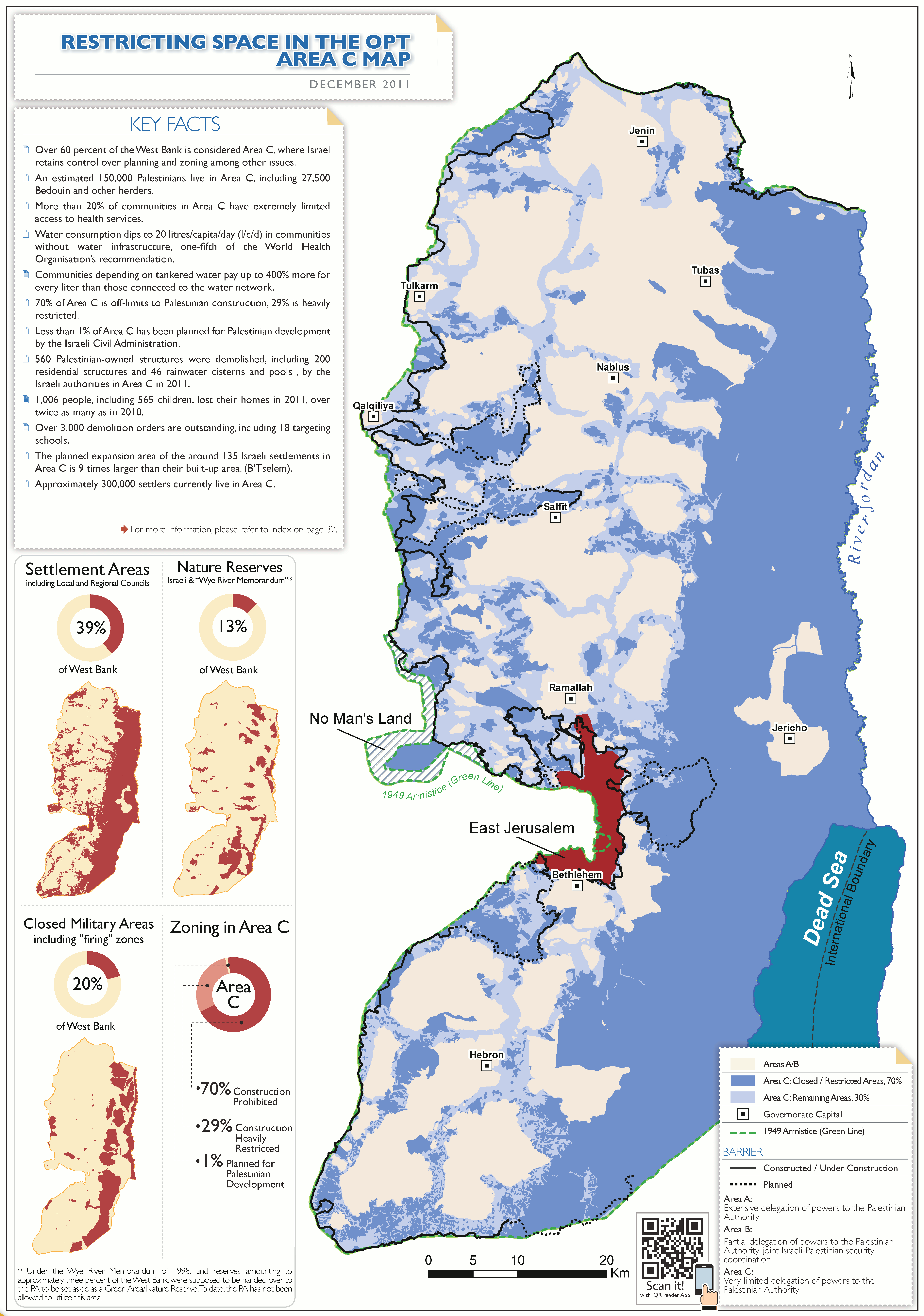
Área C, controlada por Israel en virtud de los Acuerdos de Oslo, en azul y rojo, en diciembre de 2011.

Tras los históricos acuerdos, se creó la Autoridad Nacional Palestina (ANP) para gobernar las zonas de las que Israel debía retirarse. A la ANP se le concedió una autonomía limitada sobre una zona no contigua, aunque gobierna la mayoría de los centros de población palestinos.
El proceso se estancó con el fracaso de la Cumbre de Camp David 2000 entre palestinos e israelíes, tras la cual estalló la segunda Intifada.
Israel dejó de actuar en cooperación con la ANP. A la sombra del creciente número de muertos por la violencia, Estados Unidos inició la Hoja de Ruta para la Paz (publicada el 24 de junio de 2002), que pretendía poner fin a la Intifada desarmando a los grupos terroristas palestinos y creando un Estado palestino independiente. La Hoja de Ruta se ha estancado a la espera de la aplicación del paso exigido por la primera fase de dicho plan, y el entonces primer ministro israelí Ariel Sharon declaró pocas semanas después de la publicación del texto final que la congelación de los asentamientos, uno de los principales requisitos de Israel, sería imposible debido a la necesidad de los colonos de construir nuevas casas y fundar familias. Sigue estancado debido a la continua negativa de Israel a cumplir el requisito de congelar la expansión de los asentamientos y a la guerra civil entre Hamás y Fatah, salvo que el 27 de abril de 2011 se anunció que Hamás y Fatah habían llegado a un acuerdo de reconciliación en un pacto que contó con la mediación de Egipto. Hamás, Fatah y las demás facciones políticas palestinas firmaron el acuerdo de reconciliación en la ceremonia oficial de firma de dicho acuerdo que tuvo lugar el 4 de mayo de 2011.
En 2005, Israel se retiró unilateralmente de la Franja de Gaza como parte del Plan de Retirada.
En 2008, el presidente palestino Mahmud Abás y el primer ministro israelí saliente, Ehud Olmert, estaban negociando con la mediación de Estados Unidos.
En 2011, Al Jazeera publicó miles de documentos clasificados que había recibido de fuentes cercanas a los negociadores en las conversaciones de 2008 entre el primer ministro israelí Olmert y el presidente palestino Mahmud Abás. Los documentos, bautizados como los Papeles de Palestina, mostraban que, en privado, los palestinos habían hecho importantes concesiones en cuestiones que habían echado por tierra negociaciones anteriores. Olmert también presentó sus ideas sobre las fronteras para un Estado palestino, apodadas el Mapa de la Servilleta porque Abás tuvo que esbozar el mapa en una servilleta, ya que Olmert se negó a permitir que Abás se quedara con una copia para seguir estudiándolo. La propuesta de Olmert seguía en gran medida el trazado de la barrera israelí de Cisjordania y situaba todos los bloques de asentamientos israelíes y los barrios judíos de Jerusalén Este bajo soberanía israelí. Israel conservaría alrededor del 10% de Cisjordania y, a cambio, los palestinos recibirían alrededor del 5% del territorio israelí adyacente al sur de Cisjordania y tierras adyacentes a la Franja de Gaza.

### Negociaciones directas en 2010
A principios de septiembre de 2010 se celebraron en Washington D. C. las primeras conversaciones de paz desde la guerra de Gaza de 2009 entre el primer ministro israelí, Benjamín Netanyahu, y el líder palestino, Mahmud Abás. El ritmo de las conversaciones fue calificado por Estados Unidos de rompedor. Sin embargo, el 25 de septiembre Netanyahu no renovó una moratoria de 10 meses sobre la construcción de asentamientos en Cisjordania, lo que le valió duras críticas de Estados Unidos, Europa y Naciones Unidas. Abás declaró que no se podía confiar en Netanyahu como «verdadero» negociador de paz si no se prorrogaba la congelación. El hecho de que Netanyahu no mantuviera los compromisos que contrajo pocas semanas antes «de alcanzar un acuerdo de paz global con los palestinos» mediante la prórroga del plazo de la moratoria ha provocado una paralización de facto de las negociaciones de paz.
El 28 de septiembre de 2010, el ministro de Asuntos Exteriores israelí, Avigdor Lieberman, líder del partido ultranacionalista Yisrael Beiteinu, presentó ante la ONU un plan de paz según el cual «partes del territorio de Israel pobladas predominantemente por árabes israelíes serían transferidas a un Estado palestino de nueva creación, a cambio de la anexión de los asentamientos israelíes en Cisjordania y/o el intercambio de población». La declaración se produjo mientras el primer ministro israelí Netanyahu y el líder palestino Abás mantenían conversaciones de paz con la mediación de Estados Unidos. En la rueda de prensa del 28 de septiembre, Netanyahu afirmó que «Israel y los palestinos pueden alcanzar la paz en Oriente Próximo en un año». Sin embargo, la controvertida propuesta de Liberman significa que «el conflicto no se resolverá en un año y que la aplicación del acuerdo de paz llevará generaciones». Se consideró que la propuesta de Lieberman socavaba la credibilidad de Netanyahu en las conversaciones y causaba vergüenza al gobierno israelí. Según un dirigente judío de Nueva York, «cada vez que Lieberman expresa su escepticismo respecto a las conversaciones de paz, da a Abu Mazen [Abás] y a la Liga Árabe la oportunidad de reforzar su afirmación de que Netanyahu no va en serio». El 29 de septiembre, al comentar la propuesta de Lieberman, Netanyahu dijo que «no había visto [el] discurso de antemano, pero no rechazo la idea».
La propuesta también causó una amplia indignación entre los israelíes y los judíos estadounidenses. Seymour Reich, expresidente de la Conferencia de Presidentes de las Principales Organizaciones Judías, declaró que «si Lieberman no puede guardarse sus opiniones personales, debería dimitir del gabinete».

### Posturas

Reconocimiento internacional del Estado de Palestina

La posición de 2013 de la Autoridad Palestina (AP) era que toda Cisjordania y la Franja de Gaza debían constituir la base de un futuro Estado de Palestina. Para más información, véase Territorios palestinos. Los gobiernos israelíes han mantenido que la zona en cuestión está sujeta a futuras negociaciones, y dentro de la disputa territorial. Sin embargo, la postura de la facción islámica Hamás de la AP, tal y como se recoge en su Pacto fundacional, es que Palestina (es decir, todo Israel, Cisjordania y la Franja de Gaza) es legítimamente un Estado islámico.
Desde 1993, el principal debate se ha centrado en convertir la mayor parte o la totalidad de la Franja de Gaza y Cisjordania en un Estado palestino independiente. Ésta fue la base de los Acuerdos de Oslo y, como política oficial, cuenta con el apoyo de Estados Unidos. El estatus de Israel dentro de las líneas del armisticio de 1949 no ha sido objeto de negociaciones internacionales. Algunos miembros de la OLP reconocen el derecho de Israel a existir dentro de estos límites; otros sostienen que Israel debe ser destruido en última instancia. Por consiguiente, algunos israelíes sostienen que la creación de un Estado palestino es imposible con la actual OLP como base, y que debe retrasarse.
Israel declara que su seguridad exige que una entidad palestina no tenga todos los atributos de un Estado, al menos inicialmente, para que en caso de que las cosas vayan mal, Israel no tenga que enfrentarse a un enemigo peligroso y cercano. Por tanto, puede decirse que Israel está de acuerdo (por ahora) no con un Estado palestino completo e independiente, sino más bien con una entidad autoadministrada, con soberanía parcial pero no total sobre sus fronteras y sus ciudadanos.
La postura central palestina es que ya han transigido mucho al aceptar un Estado que abarque sólo las zonas de Cisjordania y Gaza. Estas zonas son bastante menos territorio que el asignado al Estado árabe en la Resolución 181 de las Naciones Unidas. Consideran inaceptable que un acuerdo imponga restricciones adicionales (como el nivel de militarización, véase más adelante) que, según declaran, hacen imposible un Estado viable. En concreto, están enfadados por el aumento significativo de la población de los asentamientos y comunidades israelíes en Cisjordania y la Franja de Gaza durante el periodo provisional de los acuerdos de Oslo. Los palestinos afirman que ya han esperado bastante y que los intereses de Israel no justifican que se prive a su Estado de los derechos que consideran importantes. Los palestinos no han estado dispuestos a aceptar un Estado territorialmente desarticulado.

## Partidos que reconocen una entidad palestina separada de Israel
- Existen informes contradictorios sobre el número de países que extendieron su reconocimiento al proclamado Estado de Palestina. En el Anexo 2 de la Solicitud de Admisión del Estado de Palestina en la Unesco de 12 de mayo de 1982, varios países árabes y africanos proporcionaron una lista de 92 países que supuestamente habían extendido dicho reconocimiento. En el mismo documento (Corrigendum 1), se solicita que se elimine a Austria de la lista. Namibia figura en la lista a pesar de que en aquel momento no era independiente. La lista también incluye un número considerable de Estados que dejaron de existir durante la década de 1990, entre los que destacan la República Democrática Alemana, Yugoslavia, Checoslovaquia, Yemen Democrático, la República Popular de Kampuchea (actual Camboya) y Zaire (actual República Democrática del Congo). El 13 de febrero de 2008, el ministro de Asuntos Exteriores de las Autoridades Palestinas anunció que podía proporcionar documentos para el reconocimiento de 67 países en el proclamado Estado de Palestina.[162] Entre los países de los que se sabe que han extendido dicho reconocimiento se encuentran la mayoría de las naciones de la Liga Árabe, la mayoría de las naciones africanas y varias naciones asiáticas, incluidas China y la India.
- Muchos países, incluidos los europeos, Estados Unidos e Israel, reconocen a la Autoridad Palestina establecida en 1994, según los Acuerdos de Oslo, como una entidad geopolítica autónoma sin extender el reconocimiento al Estado de Palestina proclamado en 1988.
- Desde los Juegos Olímpicos de Verano de 1996, el Comité Olímpico Internacional ha reconocido un Comité Olímpico Palestino y un equipo palestino independientes. Dos atletas de pista y campo, Majdi Abu Marahil e Ihab Salama, compitieron para el equipo palestino inaugural.
- Desde 1998 el organismo rector del fútbol mundial, la FIFA, reconoce a la selección nacional de fútbol de Palestina como entidad independiente. El 26 de octubre de 2008 Palestina jugó su primer partido en casa, un empate 1-1 contra Jordania en Cisjordania.
- Entre  diciembre de 2010 y enero de 2011 Brasil, Argentina, Chile, Uruguay, Bolivia y Paraguay reconocieron un Estado palestino.[163][164]
- El 18 de enero de 2011, Rusia reiteró (por primera vez en 1988) su apoyo y reconocimiento del Estado de Palestina.[165]
- En enero de 2011, Irlanda elevó la delegación palestina en Dublín a la categoría de misión.[166]
- En julio de 2011, el Movimiento de Solidaridad Sheikh Jarrah organizó una marcha de protesta en Jerusalén Este, en la que participaron unas 3.000 personas, que portaban banderas palestinas y repetían eslóganes a favor de una declaración unilateral de independencia por parte de la Autoridad Palestina.[167]